# Glorix
Glorix is een merk bleekmiddel en bestaat uit een oplossing van onder andere natriumhypochloriet in water. Er zijn kunstmatige geur- en kleurstoffen aan toegevoegd om de geur te veraangenamen. In combinatie met zure (bijvoorbeeld azijn) of basische (bijvoorbeeld ammonia, soda of zeep) treedt een reactie op waarbij het giftige chloorgas vrijkomt.
Het bleekmiddel werd oorspronkelijk geproduceerd door de Zwolse zeepfabriek De Fenix, die in 1964 werd overgenomen door Unilever. Sinds 1994 maakt Unilever het product elders.